# Pachyphyllum breviconnatum
Pachyphyllum breviconnatum är en orkidéart som beskrevs av Rudolf Schlechter. Pachyphyllum breviconnatum ingår i släktet Pachyphyllum och familjen orkidéer. Inga underarter finns listade i Catalogue of Life.